# Mekseb Debesay
Mekseb Debesay Abrha (Asmara, 16 giugno 1991) è un ciclista su strada eritreo, che corre per il team Bike Aid.

## Palmarès

### Strada
- 2011 (Dilettanti, una vittoria)

5ª tappa Giro d'Eritrea (Asmara > Asmara)
- 2012 (Dilettanti, una vittoria)

5ª tappa Giro d'Eritrea (Asmara > Asmara)
- 2013 (Dilettanti, due vittorie)

1ª tappa Fenkil Northern Red Sea Challenge (Massaua > Ghinda)
Classifica generale Giro d'Eritrea
- 2014 (Dilettanti/Bike Aid, otto vittorie)

4ª tappa Tour d'Algérie (Orano > Ain Temouchent)
Classifica generale Tour d'Algérie
3ª tappa Tour de Setif (Sétif > Sétif)
4ª tappa Grand Prix Chantal Biya (Sangmélima > Yaoundé)
Classifica generale Grand Prix Chantal Biya
1ª tappa Tour du Rwanda (Kigali > Kibungo)
6ª tappa Tour du Rwanda (Huye > Kigali)
Classifica generale UCI Africa Tour 2014
- 2015 (Bike Aid, sette vittorie)

1ª tappa Tour International de Blida (Blida > Djebabra)
Classifica generale Tour International de Blida
Criterium de Setif
3ª tappa Tour de Setif (Sétif > Sétif)
8ª tappa Tour du Faso (Bobo Dioulasso > Dédougou)
1ª tappa Tour du Rwanda (Nyagatare > Rwamagana)
4ª tappa Tour du Rwanda (Musanze > Nyanza)
- 2017 (Team Dimension Data, una vittoria)

4ª tappa Tour de Langkawi (Seri Manjung > Cameron Highlands)
Campionati eritrei, Prova a cronometro
- 2018 (Team Dimension Data, una vittoria)

Campionati africani, Prova a cronometro
- 2019 (Bike Aid, una vittoria)

Campionati africani, Prova in linea

#### Altri successi
- 2013 (Dilettanti)

Classifica giovani Giro d'Eritrea
- 2014 (Bike Aid)

Classifica a punti Tour d'Algérie
Classifica a punti Tour de Setif
Classifica giovani Grand Prix Chantal Biya
Classifica scalatori Tour du Rwanda
- 2015 (Bike Aid)

Campionati africani, Cronometro a squadre
Classifica a punti Tour International de Blida
- 2016 (Team Dimension Data)

Campionati africani, Cronometro a squadre
- 2018 (Team Dimension Data)

Campionati africani, Cronometro a squadre
- 2019 (Bike Aid)

Campionati africani, Cronometro a squadre

## Piazzamenti

### Classiche monumento
- Liegi-Bastogne-Liegi

2017: ritirato
- Giro di Lombardia

2017: 84º

### Competizioni mondiali
- Campionati del mondo

Toscana 2013 - Cronometro Under-23: 60º
Toscana 2013 - In linea Under-23: ritirato
Ponferrada 2014 - In linea Elite: ritirato
Richmond 2015 - Cronometro Elite: 49º
Richmond 2015 - In linea Elite: ritirato
Doha 2016 - Cronometro Elite: 46º
Doha 2016 - In linea Elite: ritirato
Bergen 2017 - In linea Elite: ritirato
Innsbruck 2018 - Cronometro Elite: non partito
Yorkshire 2019 - In linea Elite: ritirato